# Federació Catalana de Boxa Amateur
La Federació Catalana de Boxa Amateur és l'organisme rector encarregat d'ordenar, impulsar i dirigir tota l'activitat esportiva de la Boxa a Catalunya. Forma part de la Unió de Federacions Esportives de Catalunya.

## Història
La boxa es va introduir a Catalunya a finals de la primera dècada del segle xx, el 1909 es va fundar la secció de boxa a l'Ateneu Enciclopèdic Popular i el 1910 es va crear també, el Barcelona Boxing Club i el Club Pugilístic. El 1921 es va fundar a Barcelona, la Federació Espanyola d'Esports de Defensa, convertida el 1923 en la Federació Espanyola de Boxa, i el 28 de setembre d'aquell mateix any es va constituir la Federació Catalana. La seva posada en marxa es deu, entre d'altres, a Ramon Larruy, pioner d'aquest esport a Catalunya. Presidí la seva primera junta directiva Joan Clols i Vila, membre del Catalunya Boxing Club. Durant els anys 20 van sorgir moltes sales on es practicava la boxa, entre elles la mítica Olympia de Barcelona, oberta el 1925, i el 1935 va obrir a Barcelona el Gran Price. Després de la Guerra Civil la boxa professional va començar a entrar en crisi, les sales van anar desapareixent i les vetllades amateurs no enganxaven tant el públic. El 1987 es decidí la segregació de la boxa amateur i la professional donant lloc a la nova Federació Catalana de Boxa Amateur, que es va quedar amb el control dels aficionats i els professionals van passar a dependre de la Gestora de Boxa Professional de Catalunya, que mai no va arribar a constituir-se com a federació i va acabar depenent de l'amateur. Des dels seus incicis, la federació s'encarrega de regular i controlar els combats, designar els arbitres, jutges i cronometradors de les vetllades, organitzar el Campionat de Catalunya de boxa amateur i. La federació té una única disciplina esportiva que és la de la boxa que compren onze categories, segons el pes, des de fins a 57 kg (pes mosca) i fins a més de 91 kg (pes superpesant).

## Presidents

### Josep Clols Vila(1923-1955)
Va ocupar el càrrec de president durant trenta-dos anys ininterromputs en el càrrec que demostren la importància que va tenir la seva figura en el món de la boxa catalana. També va fer de jutge, va ser un dels responsables directes de l'edat d'or de la boxa catalana durant els anys vint i trenta. En els anys quaranta i cinquanta també va ser membre de l'European Boxing Union (EBU).

### Enrique Fernández Repeto (1955-1957)
Es va vincular al món de la boxa com a metge de la Federació Catalana des de la seva fundació, el 1923. El 1940, quan la boxa es va tornar a reorganitzar després de la Guerra Civil, va ser nomenat president de la Federació Espanyola, però un any després va deixar el càrrec quan les autoritats esportives espanyoles volien que residís a Madrid, on tenia la seva seu la federació, i ell tenia la seva vida professional muntada a Barcelona. Va seguir com a delegat de la Federació Espanyola a la Catalana i el 20 de març de 1955 va prendre possessió com a nou president de la federació catalana. La Federació Espanyola li va atorgar la medalla del mèrit esportiu i el 1967 la Federació Catalana li va retre un homenatge i el va fer president d'honor.

### Francesc Cortijos Quiñoneros (1957)
Va entrar a la federació el 1928 com a secretari i posteriorment va tenir diversos càrrecs a la seva Junta Directiva fins que el 1932 va ser elegit president de la Federació Espanyola, càrrec que va ocupar fins que el 1936 va començar la Guerra Civil. Dos anys abans, havia estat elegit president del Sporting Boxing Club de Barcelona. A principis dels anys cinquanta va tornar a la Federació Espanyola com a vocal i el 1955 a la Federació Catalana com a vicepresident de la Junta Directiva presidida per Enrique Fernández Repeto, al qual va substituir en el càrrec el 26 de febrer de 1957 després de deixar la Junta Directiva de l'Espanyola. Però vuit mesos després, el 23 d'octubre de 1957va dimitir del càrrec.

### Salvador Trullols Buego (1957)
Després de la dimissió de Francesc Cortijos, es va fer càrrec de la presidència interina de la federació, ja que ocupava la vicepresidència, lloc que va ocupar fins al 20 de desembre de 1957. D'aquesta manera, Salvador Trullols va presidir durant uns mesos dues federacions, ja que des de finals del 1956 era president de la Federació Catalana de Beisbol, càrrec que va mantenir fins al 1958.

### Tomàs Thomas Calvet (1957-1961)
Durant els anys vint va ser un destacat boxejador d'estil molt tècnic que va arribar a ser campió de Catalunya i d'Espanya del pes mitjà. El desembre de 1957 va ser nomenat president de la Federació, càrrec des del qual va donar un gran impuls a la branca d'aficionats. Després de deixar el càrrec el 1961, es va vincular amb l'Agrupació d'Exboxejadors de Catalunya.

### Francesc de Paula Mensa Ordetx (1961-1963)
El seu primer càrrec directiu el va tenir el 1955, quan va entrar com a tresorer a la Junta Directiva de la federació. El 1957 va accedir a la vicepresidència, primer amb Francesc Cortijos i després amb Salvador Trullols i, després de dimitir el mes d'octubre d'aquell any, va tornar al càrrec de vicepresident a finals de desembre del mateix any en la Junta Directiva presidida per Tomàs Thomas. El mes de juny de 1961 va ser nomenat president, càrrec que va ocupar fins a l'agost de 1963 i poc abans de deixar-lo, el 2 de març de 1963, es va fundar l'Agrupació d'Exboxejadors de Catalunya.

### Pau Porta Bussoms(1963-1965)
Va ser president entre el mes d'agost de 1963 i el d'abril de 1965, cinc mesos després d'haver estat nomenat també president de la Federació Catalana de Futbol, per la qual cosa va compartir ambdós càrrecs. Va jugar a futbol i a rugbi, però l'esport en què va arribar més lluny va ser la boxa, i el 1943 es va proclamar campió d'Espanya universitari del pes mitjà. Per aquest motiu es va pensar en ell per presidir la Federació Catalana de Boxa l'any 1963, quan ja s'havia fet un nom com a dirigent del món del futbol.

### Enric Tolosa Segura (1965-1968)
Durant els anys cinquanta i principis dels seixanta va estar vinculat a diverses penyes barcelonistes i el 1957 va ser el fundador de la Penya Barcelonista Eulogio Martínez. El 1963 va entrar com a secretari a la Junta Directiva de la federació que presidia Pau Porta. El 1965 es va convertir en el nou president i va mantenir una línia continuadora fins al febrer de 1968, quan va presentar la seva dimissió en desacord amb el tracte rebut per part de la Federació Espanyola.

### Josep Soler Canet (1968)
Va presidir la junta gestora formada després de la dimissió d'Enric Tolosa i va ser confirmat com a president de la Federació el mes de febrer de 1968, però només va durar set mesos en el càrrec, ja que el setembre de 1968 va dimitir. Era el vicepresident de la federació sota la presidència d'Enric Tolosa, va ser nomenat per la Delegació Nacional d'Educació Física i Esports després que fracassés una inèdita fórmula proposada pel president de la Federació Espanyola, Vicente Gil, que consistia en què cinc persones representants dels estaments dels promotors, col·legi de preparadors, col·legi d'àrbitres, Agrupació d'Exboxejadors i la premsa esportiva es reunissin per decidir el nom del nou president. Els reunits van declinar la invitació al·legant que no els corresponia i Gil va acabar proposant com a president Josep Soler, que va dimitir del seu càrrec el 25 de setembre de 1968 enfrontat amb la Federació Espanyola.

### Joaquim Bonet Alabart (1968-1969 i 1974-1975)
Durant els anys trenta havia estat boxejador amateur de pes mosca, havia entrat a la Junta Directiva de la federació sota la presidència d'Enric Tolosa i el mes de maig de 1968 havia estat nomenat vicepresident de la junta presidida per Josep Soler. La dimissió de Josep Soler va provocar que es convertís en el nou president interí. Va presidir la federació en dues etapes des del mes de setembre de 1968 al de gener de 1969, quan va ser nomenat Jaume Ris, i posteriorment va tornar a ser-ho des de març de 1974, quan va substituir Joan Ros, fins a l'agost de 1975, quan va dimitir. En la seva segona etapa a la presidència, aquesta després d'haver estat nomenat oficialment el mes de juny de 1974, hi va ser poc més d'un any, ja que el 13 d'agost de 1975 va presentar la seva dimissió.

### Jaume Ris Panadés (1969-1973 i 1975-1980)
Va ocupar la presidència en dues etapes. Des del mes de gener de 1969 fins al juliol de 1973, però va acabar dimitint. Dos anys després va tornar substituint Joaquim Bonet i es va mantenir en el càrrec fins al desembre de 1980, quan va tornar a dimitir. Durant la seva primera etapa a la presidència. Durant el seu mandant va veure com el 30 de novembre de 1972 va ser enderrocat el Gran Price, un dels històrics temples de la boxa, i va desaparèixer l'Iris Park. En la seva segona etapa com a president la boxa amateur catalana va revifar, però la professional va entrar en una profunda crisi. El 1981, després de renunciar a presentar-se a la reelecció va acceptar ser vicepresident d'amateur de la Federació Espanyola, càrrec que va mantenir durant una legislatura. Després va formar part de l'Associació Catalana de Dirigents Esportius.

### Joan Ros Picañol (1973-1974)
A principis dels anys setanta va entrar a la Junta Directiva i el 1973, quan Jaume Ris va dimitir, n'era el vicepresident i va presidir la comissió gestora i posteriorment va ser designat president efectiu pel màxim responsable de la Federació Espanyola.

### Julià de Castro Pérez (1981 i 1982-1984)
Després de la dimissió de Jaume Ris, va ocupar la presidència interina de la federació però el 19 de maig del mateix any va dimitir per la manca de recursos econòmics que tenia la federació. Però un any i mig després, el juliol de 1982, va presentar-se a les eleccions com a candidat únic i aquesta vegada va durar poc més de dos anys com a president, càrrec que va abandonar el novembre de 1984.

### Josep Fernando Perotti (1981)
Va ser resident interí entre el 19 de maig i el 7 de novembre de 1981 entre la dimissió de Julià de Castro i l'elecció de Joaquim Pujolar. Anteriorment ja havia presidit una comissió gestora entre els mesos d'agost i octubre de 1975, els que van anar entre la dimissió de Joaquim Bonet i el nomenament de Jaume Ris. Havia estat un destacat àrbitre internacional de la Unió Europea de Boxa (EBU), president del Comitè d'Àrbitres de la Federació Catalana i del Col·legi Nacional d'Àrbitres de la Federació Espanyola en diverses etapes entre els anys cinquanta i els vuitanta.

### Joaquim Pujolar Pujolar(1981-1982)
Va accedir a la presidència el 5 de novembre de 1981 com a candidat únic i es va mantenir en el càrrec fins al 18 de juliol de 1982, quan va dimitir. Va boxejar abans i després de la Guerra Civil, però el seu èxit més important va ser com a escriptor d'una novel·la ambientada en el món de la boxa, Fantasmes en el ring, que va servir per finançar en part l'Agrupació Espanyola d'Exboxejadors. Cada vegada que se li van demanar, va formar part de les diferents comissions gestores de la federació que es van formar al llarg de la història fins que el 1981 es va presentar a les eleccions i va ser elegit president.

### Antoni Andreu Berge (1984-1985)
Exsecretari del Col·legi de Preparadors de Catalunya i vicepresident d'amateurs de la federació des del 1982. Va substituir el president Julià de Castro, que havia dimitit, i el 4 d'octubre de 1985 es va presentar a la reelecció. Conegut entrenador i preparador, havia estat president del Club Constància on treballaven els coneguts mànagers i durant la seva època de secretari del Col·legi de Preparadors i vicepresident de la federació havia estat també el delegat de les seleccions catalanes.

### José Julián del Valle González (1985-1987)
Exboxejador amateur i àrbitre del Col·legi Català, va guanyar la presidència el 4 d'octubre de 1985 i el 29 d'octubre de 2007 va presentar la seva dimissió per motius de salut després de l'intent d'assassinat que havia patit la nit del 4 d'octubre de 1986. Va arribar a la presidència amb l'objectiu de promoure la boxa amateur i ordenar la professional acusada de constants escàndols de corrupció, que havien provocat que la Direcció General de l'Esport de la Generalitat de Catalunya es plantegés prohibir la boxa professional en el territori català. Finalment la solució va ser segregar la boxa professional de la Federació Catalana de Boxa i així el 24 d'abril de 1987 es va constituir Federació Catalana de Boxa Amateur. Va ser atacat la nit del 4 d'octubre de 1986 per dos sicaris que li van clavar onze punyalades quan sortia de casa seva en companyia del seu fill i li van causar gravíssimes ferides que van estar a punt de provocar-li la mort.

### Josep Claramunt Vidal (1988)
La dimissió de José Julián del Valle va fer que una comissió gestora es fes càrrec de la federació fins a la convocatòria de noves eleccions, que no es van arribar a produir perquè només si va presentar ell i va prendre possessió del seu càrrec el 6 de febrer de 1988. Però el seu pas per la federació va ser molt breu, perquè va tenir un enfrontament amb el representant dels àrbitres, i va acabar dimitint el 25 de març, quaranta-set dies després d'haver arribat al càrrec. Va formar part també, de diverses Juntes Directives de la Federació Catalana de Lluita membre de la Junta Directiva del Centre Gimnàstic Barcelonès.

### Jordi Valldeneu Verdaguer (1988)
Boxejador amateur del pes semilleuger i superlleuger que competia pel DC Mataró durant els anys seixanta, va ser vicepresident en la Junta Directiva encapçalada per Josep Claramunt, el va substituir en el càrrec interinament fins a la convocatòria d'unes noves eleccions.

### Joan Antoni Fuertes Feliu (1988-)
Exboxejador amateur dels pesos superwèlter i mitjans, va ser proclamat president com a candidat únic, el 17 d'octubre de 1988, i des de llavors va renovar el càrrec en cada reelecció. Havia entrat a la federació el mes de febrer del mateix any, com a vocal de la Junta Directiva que presidia Josep Claramunt, i quan aquest va dimitir es va convertir en l'home de consens per posar-se al capdavant de la boxa catalana. Durant el seu mandat ha aconseguit reactivar la boxa amateur catalana, que havia caigut en una gairebé total inactivitat a causa dels conflictes que l'havien envoltat, com ho prova el fet que els anys 1989 i 1990 els Campionats d'Espanya de Boxa Amateur es van disputar a Igualada i Barcelona. Ha estat suspès en l'exercici com a President per exercir el càrrec amb abús d´autoritat, per un període d´un any i sis mesos, com a conseqüència de la tramitació davant del Tribunal Català de l'Esport, de l'Expedient 3519-60-16, en data 31 d´octubre de 2019.

## Articles relacionalts
- Història de la boxa a Catalunya